# Ghislaine Demonceau
Ghislaine Demonceau (auch Ghislaine de Monceau; * 13. November 1921 in Calais; † 21. Juni 2014 in Argenteuil) war eine französische Geigerin belgischer Abstammung.
Demonceau gehörte einer Musikerfamilie belgischer Herkunft an. Ihr Vater Maurice Demonceau war Sänger, ihre Mutter, die Schauspielerin Anna Demonceau-Vigneron, hatte am Konservatorium von Verviers studiert, ihre Schwester Gisèle de Monceau war Pianistin und Cellistin und ihre Schwester Sybille Demonceau Pianistin und Harfenistin.
Bereits Ende der 1920er Jahre traten sie und ihre Schwestern als musikalische "Wunderkinder" auf. 1931 war sie Preisträgerin beim Concours Léopold Bellan und studierte dann am von Meyrianne Héglon-Leroux und Georges de Lausnay geleiteten Conservatoire Musica Violine bei Marcel Chailley. Am Pariser Konservatorium setzte sie ihre Ausbildung bei Ginette Neveu, Janine Andrade, Lola Bobesco, Christian Ferras, Michel Schwalbé, Ivry Gitlis, Devy Erlih und Serge Blanc fort. 1936 gewann sie in Verviers den Prix Deru. Durch ihre Teilnahme an Tourneen der von Auguste Mangeot gegründeten Caisse Nationale Autonome de la Musique (C.N.A.M.) 1938 wurde sie bereits vor dem Zweiten Weltkrieg als Geigerin in Frankreich bekannt.
Nach dem Krieg wurde sie Geigerin im Orchester von Radio Belgien, trat aber weiterhin regelmäßig als Solistin in Frankreich auf. Ende der 1950er und Anfang der 1960er Jahre spielte sie bei den von Abbé Jean Fabing in Amilis gegründeten Grands concerts spirituel de musique vocale et instrumentale mit Musikern wie Antoinette Labye (Sopran), Michèle Bertin (Alt), Georges Lacour (Tenor), Bernard Demigny (Bariton), Jean Hoffmann (Bass), Jacques Edé (Oboe), Lucienne Guerra (Violine), Annette Queille (Bratsche), Gisèle de Monceau (Cello) und Joachim Havard de la Montagne (Orgel) Werke von Heinrich Schütz, Johann Sebastian Bach, Georg Friedrich Händel, Henri Dumont, Marc-Antoine Charpentier, Wolfgang Amadeus Mozart, Michel-Richard Delalande, Tomaso Albinoni, Jean-Philippe Rameau, Joachim Havard de la Montagne, Giuseppe Torelli, Christoph Graupner, Jean-Marie Leclair und Dietrich Buxtehude. Außerdem trat sie in den 1950er Jahren mit ihren Schwestern als Trio de Monceau auf.
Nach dem Unfalltod ihrer Schwester Sybille widmete sie sich in den 1960er Jahren verstärkt der Lehrtätigkeit. Sie arbeitete einige Zeit als Repetitorin für André Asselin am Pariser Konservatorium und gab bis 2012 privaten Unterricht. Daneben trat sie u. a. mit dem Orchester der Concerts Pasdeloup auf. Vielfach arbeitete sie mit dem Chor und Instrumentalensemble von La Madeleine zusammen, mit denen auch Aufnahmen von Charles Gounods Requiem und der Complies und des Office de Prime von Havard de la Montagne entstanden. Beide wurden mit einem Grand Prix National du Disque Lyrique ausgezeichnet.

## Quelle
- Musica et Memoria - Obituaire - Ghislaine Demonceau

| Personendaten    | Personendaten                               |
| ---------------- | ------------------------------------------- |
| NAME             | Demonceau, Ghislaine                        |
| ALTERNATIVNAMEN  | de Monceau, Ghislaine                       |
| KURZBESCHREIBUNG | französische Geigerin belgischer Abstammung |
| GEBURTSDATUM     | 13. November 1921                           |
| GEBURTSORT       | Calais                                      |
| STERBEDATUM      | 21. Juni 2014                               |
| STERBEORT        | Argenteuil                                  |